# Thomas Graggaber
Thomas Graggaber (ur. 11 stycznia 1981 w Unternbergu) – austriacki narciarz alpejski, trzykrotny medalista mistrzostw świata juniorów.

## Kariera
Po raz pierwszy na arenie międzynarodowej Thomas Graggaber pojawił się 25 listopada 1996 roku w Hochgurgl, gdzie w zawodach FIS Race zajął 91. miejsce w gigancie. W 1999 roku brał udział w mistrzostwach świata juniorów w Pra Loup, gdzie wywalczył brązowy medal w zjeździe. W zawodach tych wyprzedzili go jedynie dwaj rodacy: Klaus Kröll oraz Kurt Engl. W tej samej konkurencji Graggaber zdobywał złote medale podczas mistrzostw świata juniorów w Mt-Sainte-Anne w 2000 roku oraz rozgrywanych rok później mistrzostw świata juniorów w Verbier. Na MŚJ 2000 był też między innymi czwarty w supergigancie. W zawodach Pucharu Świata zadebiutował 15 marca 2000 roku w Bormio, zajmując 24. miejsce w zjeździe. Tym samym już w swoim debiucie wywalczył pierwsze pucharowe punkty. Najlepszą lokatę w zawodach tego cyklu uzyskał 3 listopada 2002 roku w Lake Louise, zajmując jedenaste miejsce w tej konkurencji. Najlepsze wyniki osiągnął w sezonie 2002/2003, kiedy zajął 103. miejsce w klasyfikacji generalnej. Nie startował na mistrzostwach świata ani igrzyskach olimpijskich. W 2009 roku zakończył karierę.

## Osiągnięcia

### Mistrzostwa świata juniorów
| Miejsce | Dzień     | Rok  | Miejscowość | Konkurencja | Czas biegu  | Strata  | Zwycięzca             |
| ------- | --------- | ---- | ----------- | ----------- | ----------- | ------- | --------------------- |
| 3.      | 10 marca  | 1999 | Pra Loup    | Zjazd       | 1:08,50 min | +0,15 s | Klaus Kröll           |
| DNF1    | 13 marca  | 1999 | Pra Loup    | Gigant      | 1:48,10 min | -       | Christoph Alster      |
| DNF1    | 14 marca  | 1999 | Pra Loup    | Slalom      | 1:34,96 min | -       | Massimiliano Blardone |
| 1.      | 21 lutego | 2000 | Québec      | Zjazd       | 1:10,77 min | -       | -                     |
| 4.      | 22 lutego | 2000 | Québec      | Supergigant | 1:15,69 min | +0,84 s | Klaus Kröll           |
| DNF1    | 25 lutego | 2000 | Québec      | Slalom      | 1:52,95 min | -       | Daniel Défago         |
| 20.     | 26 lutego | 2000 | Québec      | Gigant      | 1:52,09 min | +1,78 s | Georg Streitberger    |
| 1.      | 5 lutego  | 2001 | Verbier     | Zjazd       | 1:30,23 min | -       | -                     |
| 5.      | 6 lutego  | 2001 | Verbier     | Supergigant | 1:28,17 min | +1,57 s | Christoph Kornberger  |
| DNF     | 8 lutego  | 2001 | Verbier     | Gigant      | 2:08,79 min | -       | Hannes Reiter         |
| 5.      | 9 lutego  | 2001 | Verbier     | Slalom      | 1:25,72 min | +0,51 s | Stefan Kogler         |

### Puchar Świata

#### Miejsca w klasyfikacji generalnej
- sezon 2002/2003: 103.
- sezon 2004/2005: 122.
- sezon 2005/2006: 137.
- sezon 2008/2009: 142.

#### Miejsca na podium w zawodach
Graggaber nie stawał na podium zawodów PŚ.